# Vanessa Müller (Politikerin)
Vanessa Müller (* 22. März 2000 in Wismar) ist eine deutsche Politikerin (Die Linke). Sie war von 2022 bis 2024 Vorsitzende des Landesverbandes Mecklenburg-Vorpommern der Partei Die Linke.

## Leben
Vanessa Müller wurde in Wismar geboren und wuchs mit zwei Brüdern in Schwerin auf. Nach ihrer Schulzeit absolvierte sie ein Freiwilliges Soziales Jahr in der Landtagsfraktion der Linken in Schwerin, bevor sie 2019 ein Studium der Politikwissenschaften und der Kommunikations- und Medienwissenschaften an der Universität Rostock aufnahm.
Vor ihrer Wahl zur Landesvorsitzenden war Müller Landessprecherin des parteinahen Jugendverbands linksjugend solid  und engagierte sich im AStA der Universität Rostock als Referentin für Antidiskriminierung und Gleichstellung. Zusammen mit Peter Ritter war sie ab 2022 Vorsitzende des Landesvorstands der Linken Mecklenburg-Vorpommern. Ende Oktober 2023 trat sie vom Landesvorsitz zurück.